# فيرنر فون ميلي
فيرنر فون ميلي (بالألمانية: Werner von Melle) (و. 1853 – 1937 م) هو صحفي، وقاضي، وسياسي، وكاتب سير ذاتية، ومحامي ألماني، ولد في هامبورغ، توفي في هامبورغ، عن عمر يناهز 84 عاماً.

## مناصب
تولى منصب عمدة
.

## التعليم
تعلم في جامعة غوتينغن
.